# Leontía Kallénou
Leontía Kallénou (in greco Λεοντία Καλλένου?; Dali, 5 ottobre 1994) è un'altista cipriota.

## Record nazionale
- Salto in alto: 1,93 m ( Starkville, 15 maggio 2015)

## Palmarès
| Anno | Manifestazione                           | Sede           | Evento        | Risultato | Prestazione | Note                                     |
| ---- | ---------------------------------------- | -------------- | ------------- | --------- | ----------- | ---------------------------------------- |
| 2010 | Europei a squadre                        | Marsa          | Salto in alto | Bronzo    | 1,80 m      | [ 1 ]                                    |
| 2010 | Giochi olimpici giovanili                | Singapore      | Salto in alto | 4ª        | 1,79 m      |                                          |
| 2011 | Europei a squadre                        | Reykjavík      | Salto in alto | Bronzo    | 1,78 m      | [ 1 ]                                    |
| 2011 | Giochi dei piccoli stati d'Europa        | Schaan         | Salto in alto | Argento   | 1,77 m      |                                          |
| 2011 | Festival olimpico della gioventù europea | Trebisonda     | Salto in alto | Argento   | 1,79 m      |                                          |
| 2013 | Giochi del Mediterraneo                  | Mersin         | Salto in alto | 4ª        | 1,87 m      |                                          |
| 2013 | Europei juniores                         | Rieti          | Salto in alto | 5ª        | 1,84 m      |                                          |
| 2014 | Giochi del Commonwealth                  | Glasgow        | Salto in alto | 4ª        | 1,89 m      |                                          |
| 2015 | Europei under 23                         | Tallinn        | Salto in alto | 7ª        | 1,81 m      |                                          |
| 2016 | Giochi olimpici                          | Rio de Janeiro | Salto in alto | 32ª (q)   | 1,80 m      | Miglior prestazione personale stagionale |